# Þórarinn þáttr stuttfeldr
Le Þórarinn þáttr stuttfeldr ou Dit de Þórarinn au manteau court est un þáttr évoquant le roi de Norvège Sigurðr Jórsalafari et le scalde islandais Þórarinn stuttfeldr, qui explique l’origine du surnom de ce dernier. Il figure dans la Morkinskinna et la Hulda-Hrokkinskinna.
Un soir, alors qu'il se rendait à l'église, le roi Sigurðr remarqua un homme vêtu d'un manteau court. L'homme l'aborda et lui dit qu'il ferait preuve de générosité en lui offrant de quoi mieux se vêtir. Le roi lui proposa de venir le voir le lendemain.
Quand Þórarinn arriva à la halle où Sigurðr buvait avec sa suite, un homme à l'entrée lui dit que le roi lui ferait un présent s'il composait des vers sur un certain Hákon, surnommé « gros lard » (mörstrútr). Þórarinn se présenta et récita sa strophe, mais il apparut qu'il avait été victime d'une plaisanterie. Sigurðr donna à Hákon le droit de fixer la peine qu'il estimait juste. Celui-ci demanda à Þórarinn de composer une stophe sur Árni, qui s'était moqué de lui, et le scalde versifia sur sa lâcheté. Árni voulut s'en prendre à lui, mais Hákon s'interposa. Þórarinn récita ensuite au roi un poème composé en son honneur, la Stuttfeldardrápa.  Le scalde lui ayant fait part de son intention d'aller à Rome, Sigurðr lui remit de l'argent et le pria de venir le voir à son retour. Mais l'histoire ne dit pas s'ils se rencontrèrent à nouveau.       

## Traduction
- (en) Morkinskinna  : the earliest Icelandic chronicle of the Norwegian kings (1030-1157). Translated with introduction and notes by Theodore M. Andersson and Kari Ellen Gade. Ithaca, London : Cornell University Press, 2000. (Islandica ; LI). P. 347-349.  (ISBN 0-8014-3694-X).